# Piranga
Piranga (Piranga) és un grup d'ocells que formen un gènere, dins la família dels cardinàlids (Cardinalidae), on van ser ubicats després d'haver estat classificats als tràupids (Thraupidae), arran els treballs de Burns et al. 2003. Habiten en zones de selva o bosc, des del Canadà fins a Perú i Bolívia. El gènere fou introduït per l'ornitòleg francès Louis Jean Pierre Vieillot en 1808 a partir de la Piranga vermella, donant-li en nom de la paraula Tijepiranga de la llengua tupí, que vol dir ocell petit desconegut.

## Taxonomia
Segons la classificació del Congrés Ornitològic Internacional (versió 11.1, 2021), aquest gènere està format per 11 espècies:
- Piranga roseogularis - piranga gorja-rosada.
- Piranga erythrocephala - piranga cap-roja.
- Piranga rubriceps - piranga encaputxada.
- Piranga leucoptera - piranga alablanca.
- Piranga olivacea - piranga escarlata.
- Piranga rubra - piranga vermella.
- Piranga bidentata - piranga estriada.
- Piranga ludoviciana - piranga cara-roja.
- Piranga hepatica - piranga hepàtica.
- Piranga lutea - piranga dentada.
- Piranga flava - piranga taronja.